# 长田敏江
长田敏江（日语：長田 敏江，？—1939年8月3日），日本山口县厚狭郡万仓村人，大日本帝國陸軍第32师团长田大队的大队长，少佐军衔，1939年率军扫荡时在山东梁山附近遭遇中国八路军第115师伏击，战败自杀。

## 生平
随着中国抗日战争向长期化，持久化发展，侵华日军为维持占领地的治安和警备为目的，新组建了第32师团等中国治安师团。第32师团于1939年2月7日在东京编成，长田敏江任该师团下辖一个野战步兵大队的大队长。1939年5月，第32师团在青岛登陆，长田大队驻扎在山东省汶上县县城。
1939年初，八路军第115师根据中共中央指示转战至鲁西平原。1939年5月，115师代师长陈光、政委罗荣桓率队东进以威胁津浦铁路中段的日军。1939年6月，日军第32师团决定对八路军展开扫荡行动。7月底，第32师团派遣长田大队担任扫荡任务，并加强了部分骑兵和炮兵，组成了一个的步、炮、骑混成大队，由长田敏江指挥，欲将115师部队驱逐出山东。
1939年8月1日上午，陈光和罗荣桓正在梁山脚下的独山村（今梁山县水泊街道独山村）东面的孟家林召开庆祝八一军民联欢会，115师师部及其直属部队均在场，骑兵侦察员送达紧急情报，获知长田大队和部分日军已由汶上县城出发向梁山根据地进犯。115师决定利用高过人顶的庄稼作掩蔽，以少数部队袭扰疲惫敌人，其他部队在梁山南面的前集村和独山村埋伏，对日军进行包围歼灭。8月2日，经过几次袭扰，长田大队在当天夜里被顺利带到八路军预定的围歼地域，8月3日早上战斗结束，歼灭日军300余人。战后八路军战士在旧石灰窑外的一处洼地里发现长田的尸体，并通过旁边军装胸前的官徽确认其身份。据中方参战士兵回忆，长田敏江肥头大脑，留有胡子，为负伤后自杀，死时穿着衬衣，一把大洋刀从前胸穿过。

## 纪念
日本山口县宇部市的万仓护国神社祭祀有长田敏江。